# Mădălina Simule
Mădălina Simule-Straton, née le 16 février 1980 à Constanța, est une ancienne handballeuse roumaine.

## Palmarès
Compétitions internationales
- Vainqueur de la Coupe d'Europe Challenge (1) :  2009.

Compétitions nationales
- Finaliste de la Coupe de la Ligue en 2010
- Finaliste de la Coupe de France en 2011
- Troisième du Championnat de France en 2009

## Sélection nationale
Championnats d'Europe
- 4e place au Championnat d'Europe en Roumanie
- 7e place au Championnat d'Europe en Hongrie

autres
- Médaille d'or au Championnat d'Europe junior en 1998 à Bratislava (Slovaquie)
- Médaille d'or au Championnat du monde junior en 1999 en Chine